# Dorstenia brasiliensis
Dorstenia brasiliensis, conocida comúnmente como contrayerba o taropé, es una hierba que se desarrolla en América del Sur (sur del Brasil, oriente de Bolivia, Paraguay, y noreste de Argentina).

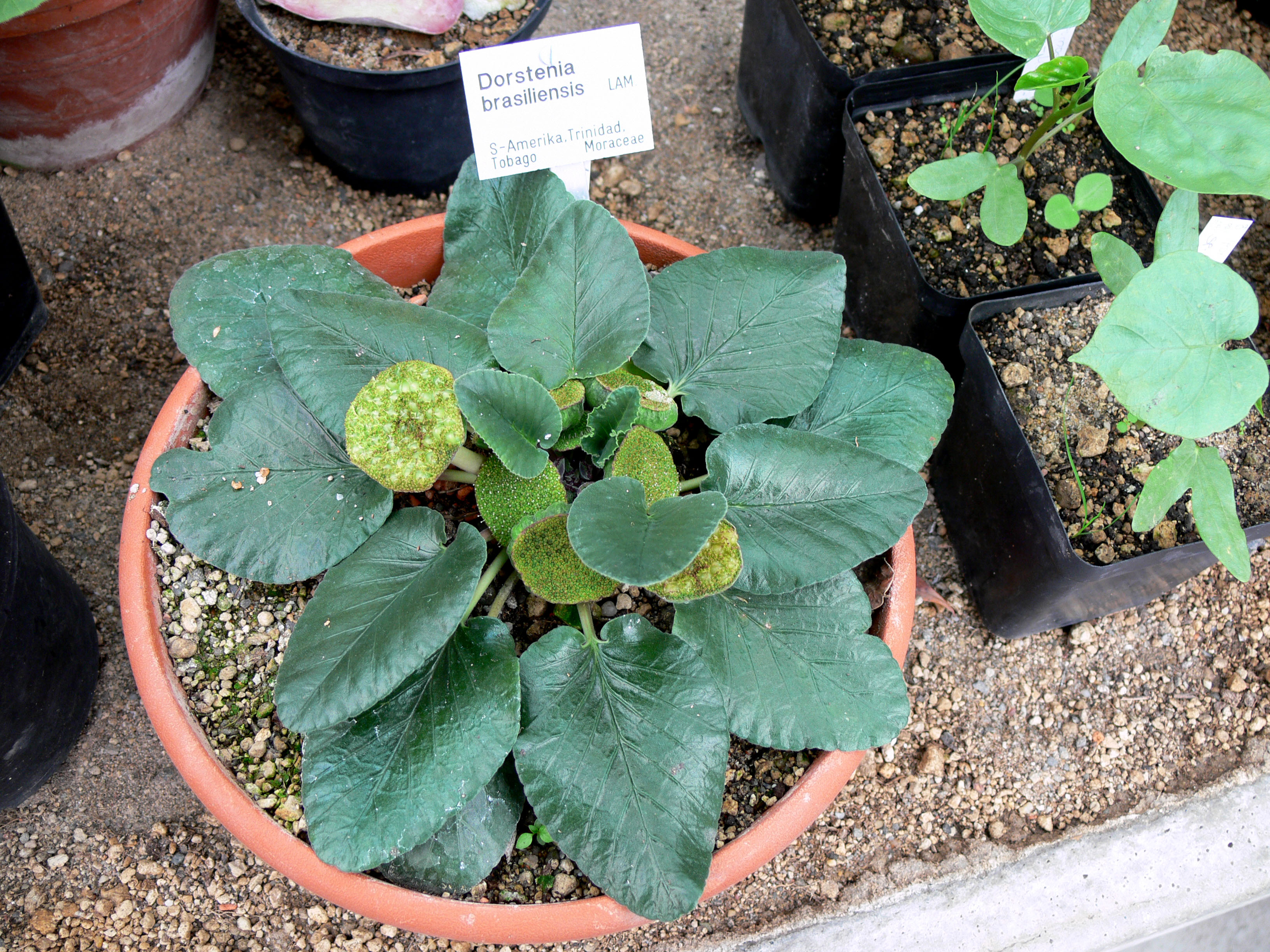
Vista de la planta

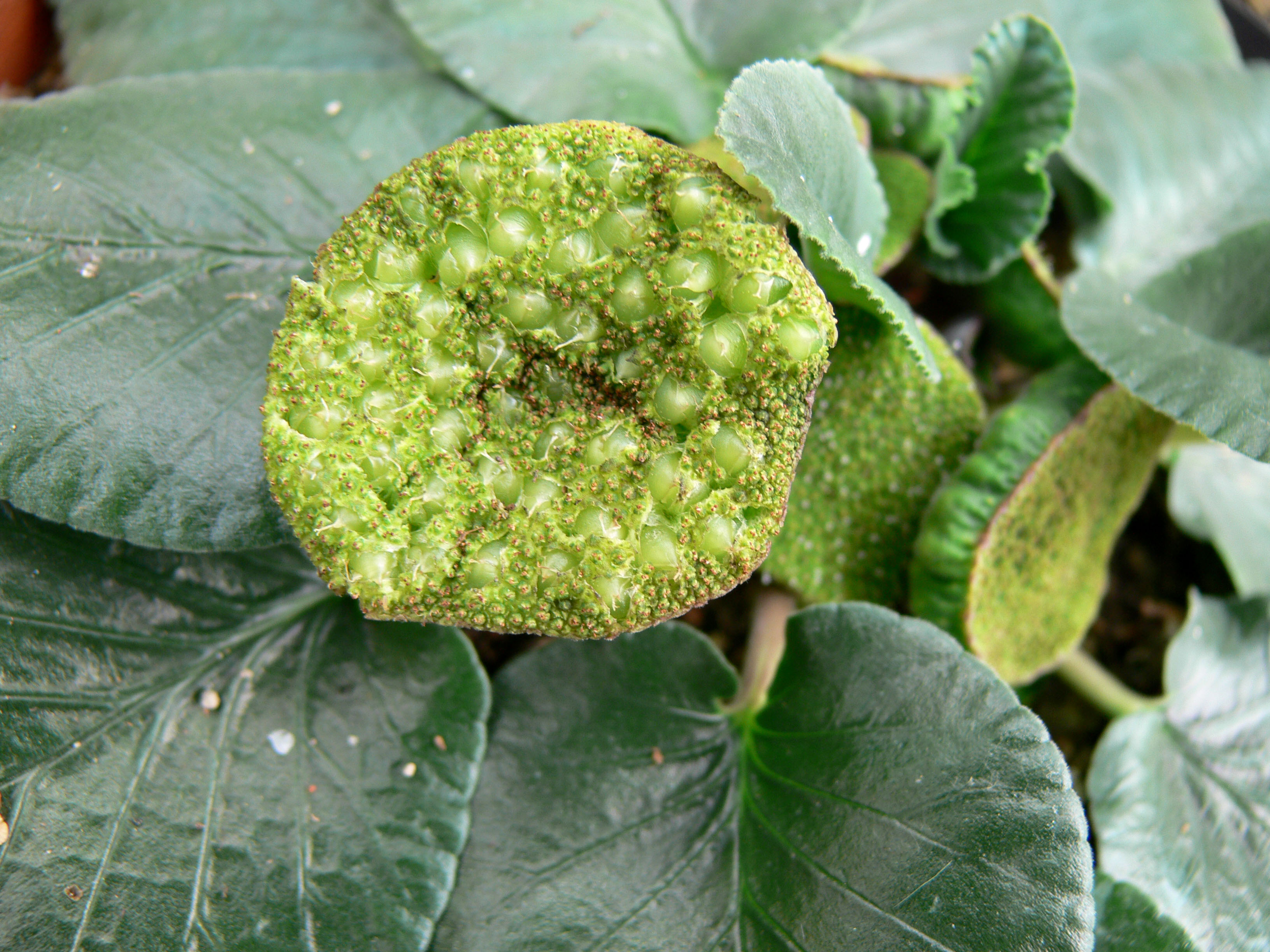
Detalle de la planta

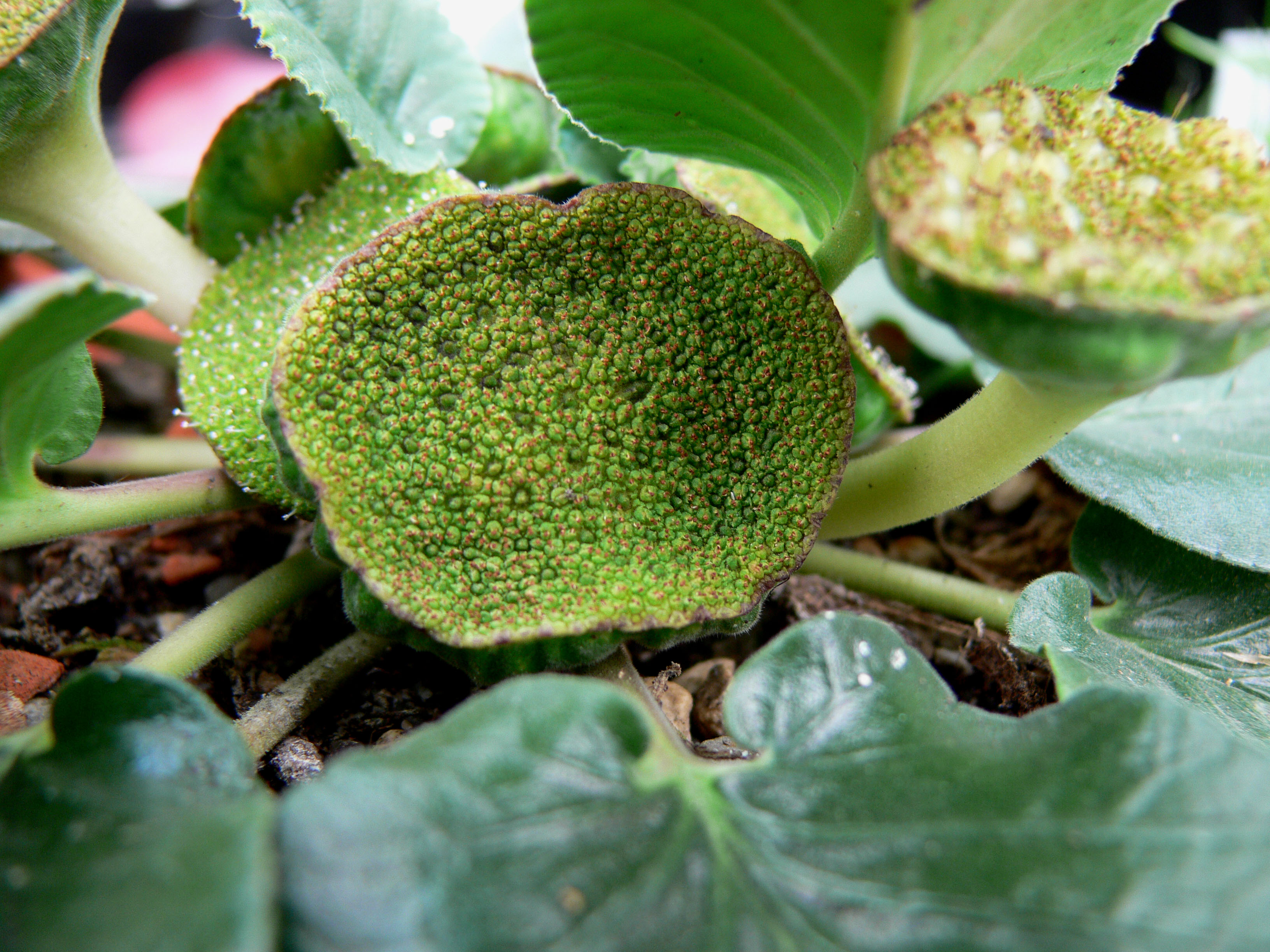
Detalle de la planta

Con el nombre de contrayerba son conocidas alrededor de cincuenta especies de hierbas, figurando como las más demostrativas en dicha especie -además de la descripta en este artículo- la Flaveria bidentis y la Trixis antimenorrhoea. En Argentina también se le llama higuerilla.

## Usos
Se la utiliza, en forma de infusión como emenagogo, contra la fiebre intermitente, como tónico, estimulante y diurético, dent ro de otras aplicaciones. Los elementos que se utilizan para la infusión son las hojas, tallos y cortezas de la raíz.   Pit0 chapa Diego
. 
Para obtener dicha infusión se utilizan 1 a 2 g (una cucharada de té) de los principios anteriormente citados, por taza de agua hirviendo.

## Otros usos y aplicaciones
También se dice de ella que es excelente estimulante para el corazón y muy efectiva para mejorar la circulación sanguínea.
Para ciertas comunidades folclóricas y en algunas regiones de América, la contrayerba es considerada una planta sagrada –payé (amuleto, talismán)- por sus cualidades curativas y espirituales. Existe un tabú respecto a sus mágicas propiedades. Por lo tanto es muy utilizada contra las enfermedades y contra el «mal», el «daño», o «gualicho», como también para dominar voluntades en asuntos amorosos.

## Taxonomía
Dorstenia brasiliensis fue descrita por Jean-Baptiste Lamarck y publicado en Encyclopédie Méthodique, Botanique 2: 317. 1786.
Etimología
Dorstenia: nombre genérico nombrado en honor del botánico alemán Theodor Dorsten (1492 - 1552).
brasiliensis: epíteto geográfico que alude a su localización en Brasil.
Sinonimia
- Dorstenia amazonica Carauta, C.Valente & O.M.Barth
- Dorstenia heringeri Carauta & Valente
- Dorstenia infundibuliformis Lodd.
- Dorstenia montana Herzog
- Dorstenia montevidensis Field. & G.A.Gardner
- Dorstenia pernambucana Arruda
- Dorstenia placentoides Comm. ex Lam.
- Dorstenia sabanensis Cuatrec.
- Dorstenia schulzii Carauta. C.Valente & Dunn de Arau
- Dorstenia tomentosa Fisch. & C.A.Mey.
- Dorstenia tubicina Ruiz & Pav.
- Dorstenia vilella Paiva[5]